# 五辻高仲
五辻 高仲（いつつじ たかなか）は、江戸時代後期の公卿。明治期の華族。五辻家29代当主。

## 経歴
大納言・庭田重能の次男として誕生。28代当主・五辻豊仲の養子となる。
安政5年（1858年）の日米修好通商条約勅許に反対し、廷臣88人の列参に加わった（廷臣八十八卿列参事件）。明治元年（1868年）に参与・内国事務局権判事に任命され、明治2年（1869年）少弁となる。明治6年（1873年）積年の神楽奉仕を褒賞され、同年隠居した。
明治19年（1896年）、薨去。享年80。

## 系譜
- 父：庭田重能
- 母：大炊御門家孝娘
- 養父：五辻豊仲
- 正室：実富院 - 山口氏娘
- 継室：嘉子 - 松山忠義娘
- 生母不明の子女
  - 男子：五辻安仲
  - 女子：五辻孝子
  - 男子：五辻長仲
  - 三男：西五辻文仲
- 養子
  - 男子：五辻継仲 - 大原重成の六男